# Iglesia de Santa Victoria (Córdoba)
La iglesia de Santa Victoria es un templo católico de la ciudad de Córdoba (España). Forma parte del Colegio de Santa Victoria, y está situado en la calle de Santa Victoria. Se encuentra rodeado por edificios de elevado interés artístico, por lo que forma parte del patrimonio histórico y artístico de la ciudad. Además, su emplazamiento en uno de los puntos más elevados de Córdoba convierten la cúpula de su iglesia en un punto de referencia del paisaje urbano cordobés.
El colegio de Santa Victoria fue el primer centro educativo levantado en Córdoba para atender específicamente a la educación de las mujeres. Su construcción se realizó en la segunda mitad del siglo XVIII y según las pautas del estilo neoclásico o academicista, siendo un ejemplo muy destacable de este estilo en Andalucía. Las trazas del edificio son obra de los arquitectos franceses Luis Gilbert y Baltasar Drevetón, y todo el complejo y sobre todo la iglesia son el más importante ejemplo de la arquitectura neoclásica con que cuenta la ciudad de Córdoba, destacando principalmente la monumental fachada de la iglesia, que cuenta con un pórtico de seis columnas y con un frontón triangular.

## Historia
El diseño de la obra se debió en 1710 al arquitecto francés Luis Guilbert, sustituido al año siguiente por el también francés Baltasar. En 1722, el hundimiento parcial de la cúpula de la iglesia hizo que se llamase para su recomposición a Ventura Rodríguez, a quien se debe la configuración definitiva de la misma.

## Descripción

### Exterior

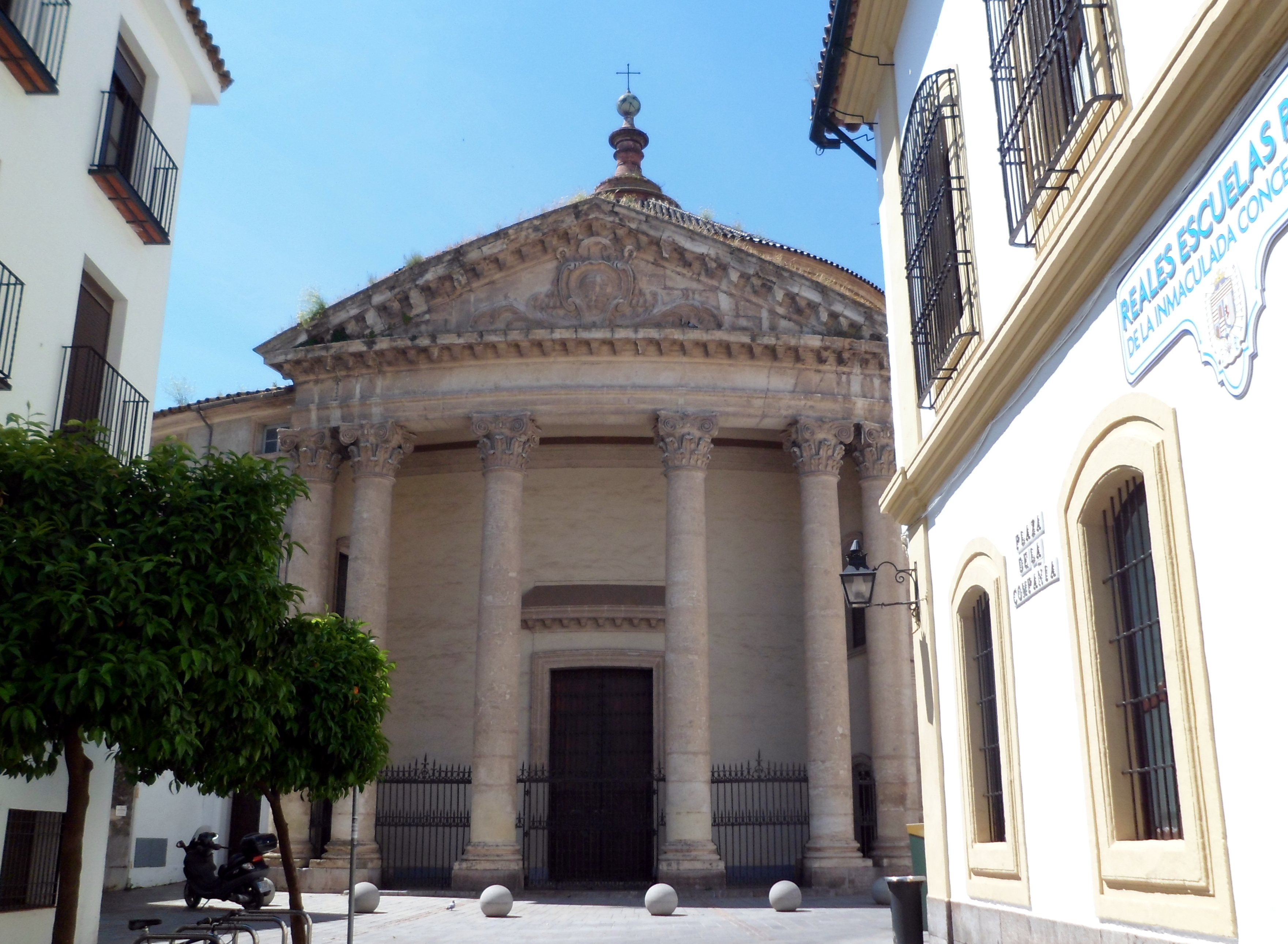
Fachada principal de la iglesia.

En la parte este de este de la fachada del Colegio de Santa Victoria se halla la fachada principal de la iglesia, que constituye el más destacado ejemplo del neoclasicismo en la ciudad de Córdoba, ya que adopta la forma de un templo clásico hexástilo y próstilo, con grandes columnas de basa ática, fuste liso y capitel compuesto sobre las que descansan un entablamento con arquitrabe, friso liso, cornisa y frontón triangular con el escudo del obispo Pacheco. De acuerdo con la planta circular del templo, esta portada define un trazado curvo, configurándose en definitiva como pórtico o nártex del templo y dando paso al vestíbulo circular, nexo entre la portada y la iglesia propiamente dicha. Las grandes columnas de orden compuesto se aproximan en los extremos y se separan en el centro, dejando tres intercolumnios principales para el ingreso. Se protege la entrada por un cancel de madera con remate oblongo. La solería, tanto de la iglesia como de la anteiglesia, es de mármoles de diversos colores.
El considerable volumen de la cúpula de la iglesia hace que ésta sea uno de los principales puntos de referencia en las vistas panorámicas de la ciudad. Sobre los tejados de faldones que cubren el edificio se yergue el tambor cilíndrico de la cúpula coronada por un cono de tejas y un anillo superior de ladrillo, que se remata con un adorno compuesto de base, cuello, anillo y punta que sostiene un globo de bronce con una cruz.

### Interior

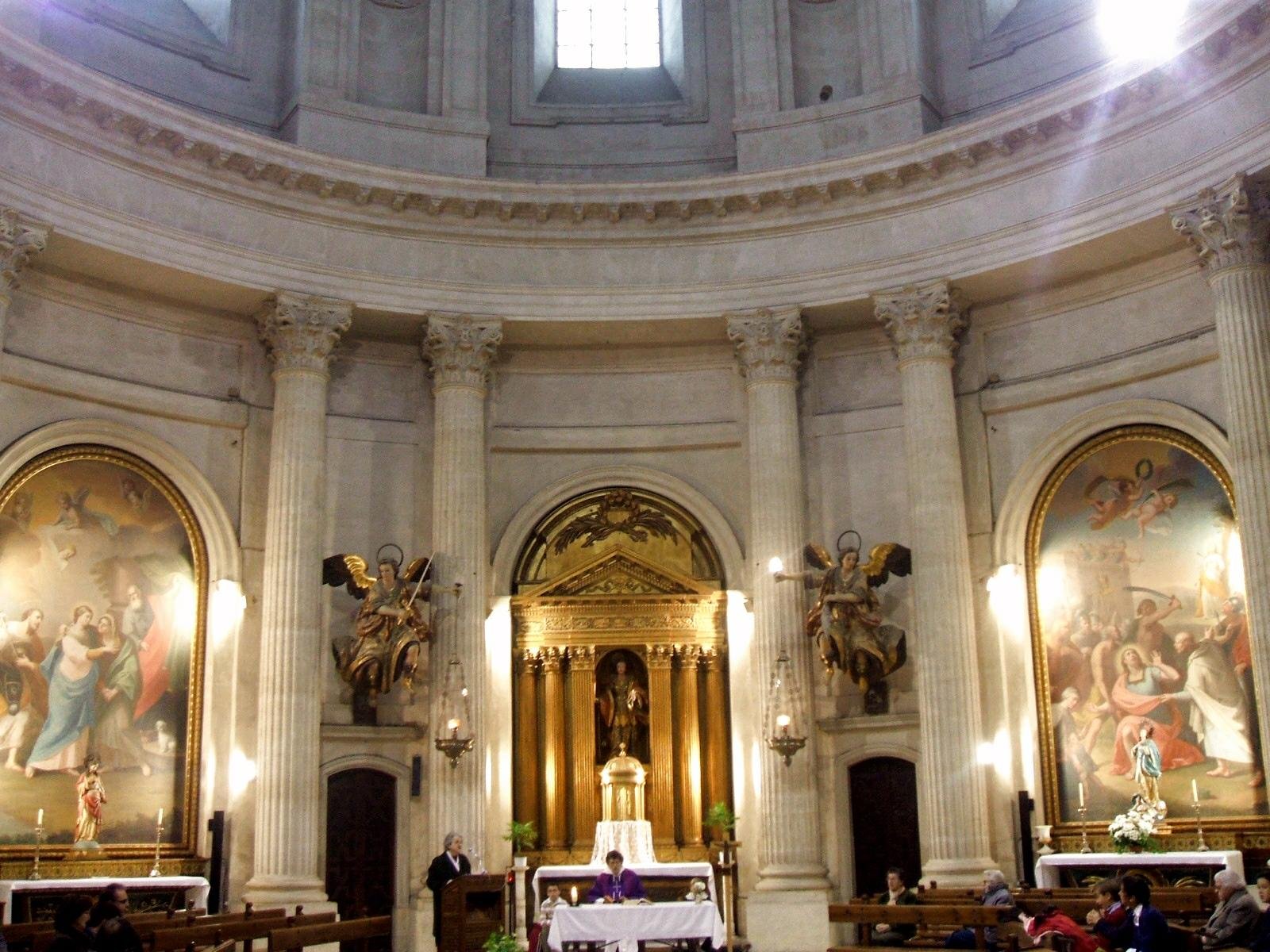
Interior de la iglesia.

La iglesia tiene planta circular y está delimitada por un muro cilíndrico de mampostería junto al que se hallan por su parte interior ocho pares de columnas de arenisca exentas sobre plinto adosado, de fustes estriados, basas áticas y capiteles compuestos, entre los cuales se ubican los diferentes altares del templo. Esta columnata de orden gigante soporta un entablamento con cornisa, sobre la que se apoya el tambor de la cúpula, horadado por vanos de medio punto abocinados, y sobre el que descansa a su vez la cúpula semiesférica que cubre casi por completo el templo.
El retablo mayor fue realizado por Alonso Gómez de Sandoval en 1780, y es de madera tallada y dorada. En la hornacina central se ubica la imagen de Santa Victoria, realizada en la misma fecha y por el mismo autor. Y la imagen de la santa mártir que da nombre al templo y al colegio está flanqueada por dos ángeles lampadarios también realizados por el propio Gómez de Sandoval. La mesa de altar data de 1783 y fue ejecutada por Ventura Rodríguez y José Fosati.
A la izquierda del altar mayor y ocupando el intercolumnio menor se halla un cuadro que representa a San Miguel y que fue realizado en 1780 por el mismo Alonso Gómez de Sandoval, ubicándose en el intercolumnio de la derecha otro que muestra a San Rafael y de características similares al anterior.
Los altares distribuidos por la iglesia siguen todos el mismo esquema, ya que están compuestos por una mesa de altar sobre la que descansa un gran lienzo. En ellos se encuentran representados: a la izquierda, San Juan Nepomuceno transportado por los ángeles al cielo y la Visitación de la Virgen a Santa Isabel, y a la derecha, el Martirio de los santos Acisclo y Victoria y San Francisco de Sales entregando a la madre FJuana Francisca Frémyot de Chantal la regla de la Orden. Todos estos óleos sobre lienzos fueron pintados por el académico Francisco Agustín Grande en 1797, y las mesas de altar son obra de y fueron realizadas entre 1792 y 1793.
Por encima de las rejas de los coros bajo y alto se encuentran los cuadros de la aparición de San Rafael al venerable Simón de Sousa y el de San Joaquín y Santa Ana con la Virgen Niña, realizados en 1798 por Antonio Monroy.